# Contea di Gila
La contea di Gila, in inglese Gila County, è una contea dello Stato dell'Arizona, negli Stati Uniti. La popolazione al censimento del 2010 era di 53 597 abitanti. Il capoluogo di contea è Globe. La contea di Gila contiene parte delle riserve indiane di Fort Apache e di San Carlos Apache.

## Geografia fisica
La contea si trova nella parte centrale dell'Arizona. Lo United States Census Bureau certifica che l'estensione della contea è di 12421 km², di cui 12348 km² composti da terra e i rimanenti 73 km² composti di acqua.

### Contee confinanti
- Contea di Coconino - nord
- Contea di Navajo - est/nord-est
- Contea di Graham - sud-est
- Contea di Pinal - sud
- Contea di Maricopa - ovest
- Contea di Yavapai - nord-ovest

## Storia
La contea di Gila venne costituita l'8 febbraio 1881 da parte delle contee di Maricopa e di Pinal. Deve il suo nome all'omonimo fiume che forma parte del confine meridionale.

## Principali strade ed autostrade
| - U.S. Highway 60 - State Route 73 - State Route 77 - State Route 87 | - State Route 88 - State Route 170 - State Route 188 - State Route 260 |

## Comuni
La contea ospita una city, Globe, e le seguenti towns:
- Hayden[4]
- Miami
- Payson
- Star Valley
- Winkelman[4]